# Algonkin-Sprachen

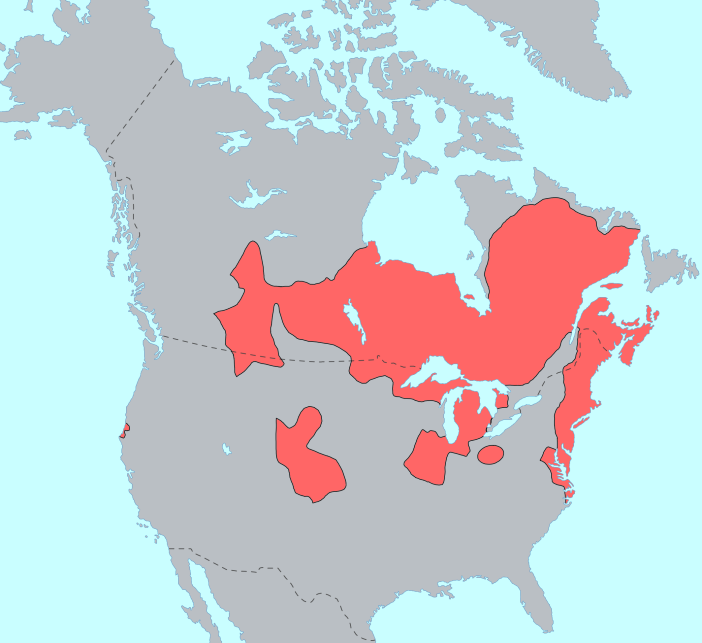
Verbreitung der Algonkin-Sprachen

Die Algonkin-Sprachen sind eine in Nordamerika beheimatete Sprachfamilie der indigenen amerikanischen Sprachen. Möglicherweise ist Algonkin mit den in Nordkalifornien gesprochenen Einzelsprachen Wiyot und Yurok zu einer Algisch genannten Sprachfamilie 2. Grades zusammenzufassen.
Neben den athapaskischen, irokesischen, uto-aztekischen, Muskogee-, Sioux- und Caddo-Sprachen waren die Algonkin-Sprachen eine der weitestverbreiteten Sprachfamilien der Indianer Nordamerikas: von der Atlantikküste im Osten bis auf die Plains im Westen, von der Subarktis im Norden bis nach North Carolina im Süden.
Die Diversifizierung der einzelnen Sprachen ist durchaus beachtlich, gegenseitige Verstehbarkeit dürfte nur bei einigen wenigen Fällen wie Ojibwa und Potawatomi vorliegen.
Die Sprachkennung nach ISO 639-2 für die Sprachgruppe ist alg, für die namensgebende Einzelsprache Algonkin nach ISO 639-3 ist es alq.

## Klassifikation des Algonkin
Umstritten ist allerdings die Subgruppierung des Algonkin. Lediglich eine periphere Position des Blackfoot scheint klar, obschon seine Besonderheiten auch erst rezent durch intensive Kontaktwirkungen entstanden sein könnten (Bakker). Areale Gruppen wie ein hypothetisches Plains-Algonkin sind nicht haltbar, und selbst eine bislang akzeptierte Ost-Algonkin-Einheit wurde von Paul Proulx infrage gestellt, da ihre Validität von bestreitbaren Annahmen über relative Chronologie abhängt.

### Regionale Sprachgruppen
Trotz dieser Vorbemerkungen werden zumeist (wenn auch hilfsweise) heute immer noch drei große regionale bzw. areale Sprachgruppen angenommen (Goddard 1996 und Mithun 1999):
1. Plains-Algonkin-Sprachen (Verwandtschaft sowie Ähnlichkeit besteht vermutlich allein auf Grund regionalen Sprachkontakts benachbarter Einzelsprachen; Arapaho-Sprachen, Blackfoot, Cheyenne)
2. Zentral-Algonkin bzw. Zentrale Algonkin-Sprachen (Verwandtschaft sowie Ähnlichkeit besteht vermutlich allein auf Grund regionalen Sprachkontakts benachbarter Einzelsprachen; Ojibwe, Cree-Montagnais-Naskapi, Fox-Sauk-Kickapoo, Menominee, Miami-Illinois, Potawatomi, Shawnee)
3. Ost-Algonkin bzw. Östliche Algonkin-Sprachen (bilden eine genetische Einheit; Östliches Abenaki, Westliches Abenaki, Etchemin (?), Delawarisch, Nipmuck, Mahican, Malecite-Passamaquoddy, Massachusett, Mi'kmaq, Narragansett, Mohegan-Pequot, Nanticoke, Carolina-Algonkin (Pamlico), Powhatan, Quiripi-Naugatuck, Piscataway)

Bei dieser traditionellen Klassifikation muss jedoch bedacht werden, dass diese Unterteilung primär auf Grund geographischer/regionaler und hierdurch (zumeist) kultureller Gemeinsamkeiten dieser drei regionalen Sprachgruppen beruht als auf sprachlicher; nur das Ost-Algonkin bzw. Östliches Algonkin bildet eine linguistische genetische Einheit. (Die Sprecher von genetisch verwandten Sprachen müssen nicht auch ethnologisch (biologisch-genetisch) verwandt sein.)
Über eine eventuelle Zugehörigkeit des ausgestorbenen Beothuk auf Neufundland zur Algonkin-Sprachgruppe kann aufgrund der dürftigen Datenlage nur spekuliert werden.

## Phonologie
Die Algonkin-Sprachen zeichnen sich durch relativ geringe Inventare an Phonemen, andererseits jedoch durch eine komplexe Morphophonologie aus.

## Morphologie und Grammatik
Sämtliche Algonkin-Sprachen sind als hochgradig polysynthetische Sprachen agglutinierend, teils sogar stark flektierend, mit formal zu unterscheidenden Positionsklassen (Initiate, Mediale, Finale). Komplexe Aussagen sind so durch eine einzige Verbform möglich. Hierzu dienen Suffixe, Präfixe und Infixe, doch werden auch Nomina und adverbielle Elemente („Präverben“) in die Verbformen inkorporiert. So werden transitive Verben nicht nur hinsichtlich des Subjekts, sondern auch des Objekts konjugiert. Zudem gibt es nach einer Hierarchie von Subjekt und Objekt zueinander eine „direkte“ und eine „inverse Flexion“ („Direktionalität“). Objekte können im Verb durch Applikative ausgedrückt werden. Verben werden nach vier Klassen unterschieden: animat-intransitiv (AI), inanimat-intransitiv (II), animat-transitiv (AT) und inanimat-transitiv (IT).
Direkte Flexion (Endung: -aa/-a) und inverse Flexion (Endung: -ig/-uk) bei Ojibwe und Potawatomi:
| Ojibwe Potawatomi deutsche Übersetzung | n-waabm-aa n-wapm-a Ich sehe ihn/sie. | n-waabm-ig n-wapm-uk Er/sie sieht mich. | g-waabm-aa k-wapm-a Du siehst ihn/sie. | g-waabm-ig k-wapm-uk Er/sie sieht dich. |

Substantive werden im Genus bzw. der Nominalklasse nach Belebtem (Animatum) und Unbelebtem (Inanimatum) unterteilt. Die Zuordnung einzelner Nomina zu einem Genus ist nicht immer in allen Algonkin-Sprachen gleich, jedoch sind in der Regel Menschen, Tiere, Bäume und Geister belebt, Gegenstände, aber auch kleine Pflanzen dagegen unbelebt. Substantive und generell die dritte Person werden im Satz auch nach der Relevanz für das jeweilige Thema (Obviation) sowie nach An- oder Abwesenheit (Verlorenes, Verstorbene) markiert. Es gibt drei grammatische Personen mit einer Unterscheidung zwischen inklusivem und exklusivem Wir und zwei Numeri (Singular und Plural). Den Adjektiven entsprechende attributive Elemente („Pränomina“) werden den Nomina vorangestellt. Die Satzstellung ist meist Subjekt-Verb-Objekt oder Subjekt-Objekt-Verb, doch wird die Bedeutung der Aussage durch die synthetische Struktur der Sprache bestimmt.
Einen Eindruck von der Struktur der Algonkin-Sprachen vermittelt der Beispieltext „Zwei Frauen, die fischen gingen“ im Artikel zur Ojibwe-Sprache.

## Wortgleichungen
| Deutsch      | Massachusett          | Loup (Nipmuc) | Narragansett | Penobscot                          | Munsee                  | Arapaho              | Ojibwe          |
| ------------ | --------------------- | ------------- | ------------ | ---------------------------------- | ----------------------- | -------------------- | --------------- |
| 'Hirsch'     | ahtuhq                | attekeȣe      | nóonatch     | nòlke                              | atóh                    | hé3owoonéihii        | waawaashkeshi   |
| 'mein Vater' | noohsh                | nȣs           | nòsh         | n’mitangwes                        | noxwe                   | neisónoo             | noose           |
| 'Kanu'       | muhshoon              | amisȣl        | mishoon      | ámasol                             | amaxol                  | 3iiw                 | jiimaan         |
| 'Habicht'    | owóshaog ('Habichte') |               |              | awéhle ('breitflügeliger Habicht') | awéhleew                | cecnóhuu             | gekek           |
| 'drei'       | nushwe                | chȣi          | nìsh         | nahs                               | nxáh                    | nehi                 | niswi           |
| 'dreißig'    | swinnichak            | chȣinchak     | swínchek     | nsinska                            | nxináxke                |                      | nisimidama      |
| 'gebrochen'  | poohkshau             | pȣkȣ’sau      | pokésha      | poskwenômuk ('brechen')            | paxkhílew ('es bricht') | tówo’oni ('brechen') | bookoshkaa      |
| 'Hund'       | annum                 | alum          | ayim         | adia                               | mwáakaneew              | he3                  | anim(osh)       |
| 'Feuerstein' | môshipsq              | mansibsqȣe    |              | masipskw                           | mahləs                  | wóosóó3              | biiwaanag(oonh) |

## Liste von Algonkin-Sprachen
Bereits ausgestorbene Sprachen sind mit † gekennzeichnet.
Plains Algonkin
- Arapaho-Sprachen bzw. Arapaho-Atsina-Nawathinehena
  - Arapaho-Atsina
    - eigentl. Arapaho (Hinono'eitiitt)
    - Atsina (Gros Ventre) (Aáni, Ahahnelin, Ahe, A'aninin, A'ane, A'ananin)
    - Besawunena (†)

  - Nawathinehena (†)
  - Ha’anahawunena (†)
- Blackfoot (Ni'tsiitapipo'ahsin, Nitsipussin)
  - Siksika (Siksiká) – Dialekt
    - Siksika A
    - Siksika B

  - Kainaa (Kainai) – Dialekt
    - Kainaa A – Subdialekt
    - Kainaa B – Subdialekt
    - Kainaa C – Subdialekt

  - Nördliches Piikani (Aapátohsipikani) – Dialekt (evtl. Nördliche Piikani A, B, C – Subdialekte)
  - Südliches Piikani (Aamsskáápipikani) – Dialekt
- Cheyenne (Tsėhésenėstsestȯtse, Tsisinstsistots)
  - eigentl. Cheyenne
    - Nördlicher Cheyenne – Dialekt
    - Südlicher Cheyenne – Dialekt

  - Sutaio (Soʼtaaʼe)
- Cree bzw. Cree–Montagnais–Naskapi
  - Plains Cree (Nēhiyawēwin)
  - Woods Cree / Woodland Cree (Nīhithawīwin)
  - Swampy Cree (auch Maskekon, Omaškêkowak, Omushkego) (Nêhinawêwin)
    - West Swampy Cree
    - East Swampy Cree

  - Moose Cree (York Cree, West Shore Cree, West Main Cree) (Nēhinawēwin)
  - East Cree (auch (Eastern) James Bay Cree, East Main Cree)
    - Northern East Cree (Īyiyū Ayimūn)
    - Southern East Cree (Īnū Ayimūn)

  - Naskapi (Iyuw Iyimuun)
  - Montagnais (Innu-aimun)
    - Southern Montagnais – Dialekt
    - Eastern Montagnais – Dialekt
    - Central Montagnais – Dialekt
    - Labrador Montagnais – Dialekt

  - Atikamekw (auch Attikamek, Tête de Boule, Attimewk, Atihkamekw, Atikamek)
  - Michif (eine Mischsprache der Métis aus Plains Cree und Französisch)
- Fox-Gruppe
  - Meskwaki
  - Sauk
  - Kickapoo
- Menomini
- Miami-Illinois
- Ojibwa-Potawatomi

Ost-Algonkin bzw. Östliche Algonkin-Sprachen
- Abenaki / Abnaki-Sprachen (Alnôba, Wôbanakiôdwawôgan)
  - Östliche Abenaki (auch Penobscot-Abenaki)
  - Westliche Abenaki
- Delawarisch bzw. Lenape (Lixsëwakàn, Lunaapeew, Lënape)
  - Munsee-Sprache der Munsee (Lunaapeew, Huluníixsuwaakan)
  - Unami-Sprache der Unami (Lënape, Lënapei èlixsuwakàn)
  - Delaware-Pidgin (auch: Delaware-Jargon, seit 1860 †)
- Etchemin
- Loup A
- Loup B
- Mahican (Mohican)
- Malecite-Passamaquoddy (auch Maliseet-Passamaquoddy)
- Massachusett
- Mi'kmaq (Micmac)
- Mohegan-Pequot (Mohican)
- Nanticoke
- Narraganset
- Nipmuck
- Pamlico
- Powhatan
- Quiripi-Naugatuck-Unquachog-Shinnecock
- Shawnee

### Comparativa (Algonkin und Algisch)
- Berman, Howard (1982): Two phonological innovations in Ritwan. IJAL 48: 248-262
- —— (1984): Proto-Algonquian-Ritwan verbal roots. IJAL 50/3 (July 1984): 335-342
- Bloomfield, Leonard (1946): Algonquian. LSNA: 85-129
- Garrett, Andrew (2001): Reduplication and infixation in Yurok: morphology, semantics, and diachrony. IJAL 67: 264-312
- —— (forthc.): The evolution of Algic verbal stem structure: new evidence from Yurok. BLS 30
- —— (2004): Proto-Algonquian *š and „Ritwan“: a rejoinder. Algonquian & Iroquoian Linguistics 29/4: 50-51
- Goddard, Ives (1979): Comparative Algonquian. The languages of Native America: a historical and comparative assessment. Ed. L. Campbell & M. Mithun.Austin, TX: Texas UP: 70-132
- Pentland, David H. & H. Christoph Wolfart (1982): A Bibliography of Algonquian Linguistics. Winnipeg, MB: Manitoba UP
- Proulx, Paul (1980a): The subordinative order of Proto-Algonquian. IJAL 46: 289-300
- —— (1980b): The linguistic evidence on Algonquian prehistory. AnL 22/1: 1-21
- —— (1982a): The origin of absolute verbs of the Algonquian independent order. IJAL 48: 394-411
- —— (1982b): The linguistic evidence of the Algonquian-Iroquoian encounter. Approaches to Algonquian archaeology: proceedings of the 13th annual conference of the archaeological association of the University of Calgary, 1980. n.p.: 1982: 189-211
- —— (1982c): Yurok retroflection and vowel symbolism in Proto-Algic. Kansas WP in Ling. 7: 119-123
- —— (1983): Mahican social organization and the Middle Atlantic cultural climax. AnL 25/1: 82-100
- —— (1984a): PA *aye and its implications. IJAL 50/1: 84-93
- —— (1984b): Proto-Algic, I: Phonological sketch. IJAL 50/2: 165-207
- —— (1984c): Algonquian objective verbs. IJAL 50/4: 403-423
- —— (1984d): Two models of Algonquian linguistic prehistory: diffusion versus genetic subgrouping. AL 26/4: 393-434
- —— (1985a): Proto-Algic, II: Verbs. IJAL 51/1: 59-93
- —— (1985b): The semantics of Yurok terms referring to water. AL 27/4 (Winter 1985): 353-362
- —— (1985c): Yurok derivation. KWPL 10: 101-144
- —— (1986): Algonquian cardinal directions. Algonquian and Iroquoian Linguistics 11/2: 19-23
- —— (1988a): The demonstrative pronouns of Proto-Algonquian. IJAL 54/3 (July 1988): 309-330
- —— (1988b): Hypotheses in diachronic linguistics, or: how to make the most of meager and messy data. In honor of Mary Haas: from the Haas festival conference on Native American linguistics. Ed. William Shipley. Berlin: Mouton De Gruyter
- —— (1989): A sketch of Blackfoot historical phonology. IJAL 55/1: 43-82
- —— (1990): Proto-Algonquian verb inflection. Studies in Native American languages, VI (= KWPL 15/2). Lawrence, KS: Linguistic Graduate Student Association
- —— (1991): Proto-Algic, III: Pronouns. KWPL 16: 129-170
- —— (1992): Proto-Algic, IV. KWPL 17/2: 11-57
- —— (1994): Proto-Algic, V: Doublets and their implications. Studies in Native American languages, VIII (= KWPL 19/2). Ed. Linda M. Roby Lawrence, KS: Linguistics Graduate Student Association, Univ. of Kansas 1994: 115-182
- —— (2001a): Proto-Algonquian demonstratives and the size of PA socio-political units. Algonquian & Iroquoian Linguistics 26/2: 15-19
- —— (2001b): Research report: reconstructing Proto-Algonquian society. Algonquian & Iroquoian Linguistics 26/3: 29-31
- —— (2003a): Proto-Algonquian affinal terms and related consanguineal ones. Algonquian & Iroquoian Linguistics 28/2: 26-35
- —— (2003b): The evidence on Algonquian genetic grouping: a matter of relative chronology. Anthropological Linguistics 45/2: 201-225
- —— (2004a): Proto Algonquian *š and the Ritwan hypothesis. Algonquian & Iroquoian Linguistics 29/2: 30-32
- —— (2004b): Prehistoric social organization before and after agriculture: the lexically reconstructed story of Central Algonquian society, showing the transformation of a bilateral forager kindred into an agricultural patrilineal tribe in a resource rich natural environment. (Studies in Linguistic Palaeontology, 1) Heatherton, NS [distributed by www.lulu.com/content/55394 for a small charge, or may be ordered at that site as a printout]
- —— (2004c): Some prehistoric Algonquian cultural vocabulary. Morrisville, NC: Lulu.com [distributed by www.lulu.com/content/56676 as a free download, or may be ordered at that site as a printout]
- —— (2004d): Proto Algic VI: Conditioned Yurok reflexes of Proto Algic vowels. KWPL 27: 124-138
- —— (2005a): Reduplication in Proto-Algonquian and Proto-Central-Algonquian. IJAL 71/2: 193-214
- —— (2005b): Ritwan again: some notes on theory, method, and presentation. AIL 30/2: 13-15

### Einzelsprachen (nur Algonkin)

#### Cree
- Ahenakew, Freda (1987): Cree language structures: a Cree approach. Winnipeg, MB: Pemmican Publications
- Bloomfield, Leonard (1930): Sacred stories of the Sweet Grass Cree. (National Museum of Canada, Bulletin 60) Ottawa, ON: The King’s Printer 1930 [repr. New York: AMS Press 1976; repr. Saskatoon, SK: Fifth House Publishers 1993]
- —— (1934): Plains Cree texts. (American Ethnological Society, Publication 16) New York, NY: G.E. Stechert & Co. [repr. New York: AMS Press 1974]
- —— (1984): Cree-English lexicon, I-II. (Language and Literature Series: Native American Linguistics, II) New Haven, CT: Human Relation Area Files
- Ellis, Clarence Douglas (²1983): Spoken Cree. West Coast of James Bay. Informants: John Wynne, Anne Scott, Xavier Sutherland. Edmonton, AB: Pica Pica Press (Textbook division of Alberta UP) [in extenso rev. by Pinnow 1985]
- —— (³2000): Spoken Cree: ê-ililîmonâniwahk, Level I. Edmonton, AB: Alberta UP
- —— (2004): Spoken Cree: ê-ililîmonâniwahk, Level II. Edmonton, AB: Alberta UP
- —— (forthc.): Spoken Cree, Level III. Edmonton, AB: Alberta UP
- —— (forthc.): Cree learner’s dictionary. Edmonton, AB: Alberta UP
- Okimâsis [Bellegarde], Jean L. & Solomon Ratt (⁷1999): Cree: language of the plains – Nêhiyawêwin: paskwâwi-pîkiskwêwin, I: Textbook, II: Workbook. Regina, SK: Canadian Plains Research Centre
- Pinnow, Jürgen (1985): Die Anfangsgründe des Cree. Anthropos 80: 664-676 [rev. article of Ellis (1983)]
- Ratt, Solomon (²1995): How to say it in Cree. Regina, SK [Eigendruck] 1990; revised version (Link zum PDF (Memento vom 14. Oktober 2012 im Internet Archive))
- Wolfart, H. Christoph (1973): Plains Cree: a grammatical study. (Transactions of the American Philosophical Society, N.S. 63, Pt. 5) Philadelphia, PA: The American Philosophical Society [facsimile reprint, Saskatoon; SK: Saskatchewan Indian Cultural College, ca. 1982]
- —— (1996): Sketch of Cree, an Algonquian language. HNAI 17: Languages. Ed. Ives Goddard. Washington, DC: Smithsonian Institution: 391-398
- Wolfart, H. Christoph & Janet F. Carroll (1981): Meet Cree: a guide to the Cree language. Edmonton, AB / Lincoln, NE: Alberta UP / Nebraska UP
- Wolvengrey, Arok (2001): Cree words: nêhiýawêwin itwêwina, I: Cree-English, II: English-Cree. (CPRW, 3) Regina, SK: Canadian Plains Research Center

#### Menomini
- Bloomfield, Leonard (1928): Menomini texts. (Publications of the American Ethnological Society, 12) New York, NY: G.E. Stechert & Co.
- —— (1962): The Menomini language. New Haven, CT
- Bonvillain, Nancy (2002): Native American religions. (LINCOM Studies in Anthropology, 3) München: LINCOM Europa
- Guile, Timothy (2001): Anthology of Menomini sayings (texts & grammar). (LINCOM Studies in Native American Linguistics, 41) München: LINCOM Europa
- —— (forthc.): Menominee life in language. (LINCOM Studies in Native American Linguistics, __) München: LINCOM Europa
- Macaulay, Monica (2005): Errata in The Menomini Language: First Installment. AIL 30/2: 16

### Populärwissenschaftliche Seiten
- Nord- und mesoamerikanische Sprachen

### Sprachwissenschaftliche Seiten
- Die Algonkin-Sprachen im Ethnologue
- Die Algonkin-Sprachen im World Atlas of Language Structures Online
- Mailing-Liste zur Erstellung von Wörterbüchern von Algonkin-Sprachen